# Primera División 1938 (Chili)
In 1938 werd het zesde seizoen gespeeld van de Primera División, de hoogste voetbalklasse van Chili. Magallanes werd kampioen. 

## Eindstand

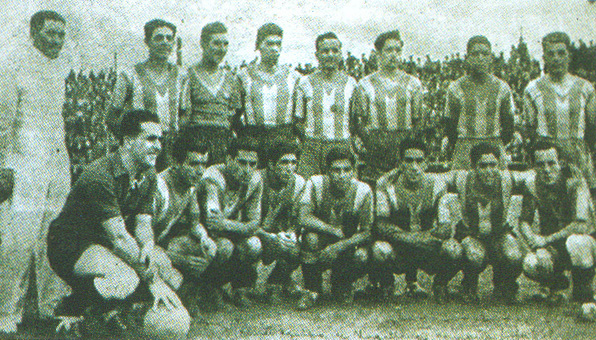
Kampioenenelftal van Magallanes.

| Plaats | Club                     | Wed. | W | G | V | Saldo | Ptn. |
| ------ | ------------------------ | ---- | - | - | - | ----- | ---- |
| 1      | Magallanes               | 12   | 7 | 2 | 3 | 41:28 | 16   |
| 2      | Audax Italiano           | 12   | 7 | 1 | 4 | 32:23 | 15   |
| 3      | Colo-Colo                | 12   | 7 | 0 | 5 | 57:39 | 14   |
| 4      | Unión Española           | 12   | 6 | 1 | 5 | 25:24 | 13   |
| 5      | Santiago Morning         | 12   | 5 | 2 | 5 | 33:44 | 12   |
| 6      | Badminton                | 12   | 4 | 0 | 8 | 45:53 | 8    |
| 7      | Universidad de Chile (P) | 12   | 2 | 2 | 8 | 17:39 | 6    |

|     | Kampioen    |
| (P) | Promovendus |